# Gertrud Schäfer (Leichtathletin)
Gertrud Schäfer (* 26. Oktober 1944 in Marl, Westfalen) ist eine ehemalige Leichtathletin in den Disziplinen Kugelstoßen und Diskuswurf. Ihre größten Erfolge waren die Deutsche Meisterschaft im Kugelstoßen 1966 und die Teilnahme an den Olympischen Spielen 1968 in Mexiko (zehnter Platz). Später war sie erfolgreiche Trainerin u. a. der Welt- und Europameisterin im Siebenkampf Sabine Braun, der Dritten der Weltmeisterschaften im Speerwurf Beate Peters und der Kugelstoßerin Stephanie Storp.
Die Diplom-Sportlehrerin unterrichtete am Albert-Schweitzer-/Geschwister-Scholl-Gymnasium in Marl. Die dortige Sporthalle ist inzwischen nach ihr benannt.

## Erfolge als Sportlerin
- 1962 Westfälische Jugendmeisterin im Kugelstoßen (12,42 m) und Diskuswurf (41,76 m)
- 1962 Deutsche Jugendmeisterin im Kugelstoßen (13,30 m) und Deutscher Jugendrekord im Diskuswurf (46,28 m)
- 1963 Westdeutsche Hallenmeisterin im Kugelstoßen (13,04 m)
- 1963 Westdeutsche Juniorenmeisterin im Kugelstoßen (13,52 m) und im Diskuswurf (44,66 m)
- 1964 2. bei den Deutschen Hallenmeisterschaften im Kugelstoßen (14,90 m)
- 1964 Mitglied der Leichtathletik-Nationalmannschaft als Kugelstoßerin (14,71 m) im Länderkampf gegen Polen
- 1964 3. bei den deutschen Meisterschaften im Kugelstoßen und 3. im Diskuswurf
- 1965 Deutsche Juniorenmeisterin im Kugelstoßen (15,65 m) und Diskuswurf (50,71 m)
- 1965 2. bei den Deutschen Meisterschaften im Kugelstoßen und 3. im Diskuswurf
- 1966 Deutsche Meisterin im Kugelstoßen (16,32 m) und 3. im Diskuswurf
- 1966 6. bei den Europameisterschaften im Kugelstoßen
- 1967 2. bei den Deutschen Meisterschaften im Kugelstoßen
- 1968 2. bei den Deutschen Meisterschaften im Kugelstoßen
- 1968 Teilnahme an den Olympischen Spielen in Mexiko (10. Platz im Kugelstoßen)
- 1968 3. bei den Deutschen Hallenmeisterschaften im Kugelstoßen
- 1969 3. bei den Deutschen Meisterschaften im Kugelstoßen